# 三重交通
三重交通股份有限公司（日语：／ Mie Kōtsū */?），簡稱三重交通或三交，是总部位于日本三重县的一家公共交通公司，经营三重县全境以及爱知县、和歌山县以及奈良县的部分路线公共汽车以及以三重县城市为主要目的地的长途汽车服务。该公司也是三重交通集团控股株式会社的主要子公司。